# Detroit Building
El Detroit Building es un edificio de oficinas de gran altura ubicado en 2210 Park Avenue, en el Downtown de Detroit, Míchigan.   

## Historia
Fue construido en 1923 y tiene 10 pisos de altura. Fue diseñado en el estilo arquitectónico Beaux-Arts por los arquitectos Arnold & Shreve, que lo diseñaron.
Fue nombrado originalmente Detroit Life Insurance Company Building por el inquilino principal del edificio, que ocupaba los cuatro pisos superiores. El edificio se cerró en 1977.
Hace parte del Distrito Histórico de Park Avenue en 1997.